# Dmitrij Donskoj
 Ikke at forveksle med Dmitrij Donskoj (panserkrydser).
Dmitrij Ivanovitj Donskoj (russisk: Дми́трий Донско́й; dansk: ~ Dimitrij af Don; født 12. oktober 1350 i Moskva, død 19. maj 1389 i Moskva), var søn af Ivan 2. af Moskva. Han var fyrste af Moskva fra 1359 og storfyrste af Vladimir fra 1363 til sin død. Han var den første fyrste af Moskva som åbent udfordrede tatarenes autoritet i Rusland. Tilnavnet Donskoj (dvs. "af Don") spiller på hans store sejr over tatarene i Slaget ved Kulikovo (1380), som fandt sted ved floden Don.

## Tidligt styre
Dmitrij Ivanovitj besteg tronen i Fyrstendømmet Moskva, da han var 9 år gammel. Så længe han var mindreårig, var det metropolitten Aleksej af Moskva, som var den faktiske regent. I 1360 blev den højeste værdighed blandt de russiske fyrster, titlen som storfyrste af Vladimir, overført af Den Gyldne Hordes khan til Dmitrij Konstantinovitj af Nizjnij Novgorod, men han blev afsat i 1363. Derefter blev Dmitrij Ivanovitj udpeget til hans efterfølger og kronet til storfyrste i Vladimir i efteråret 1363. Tre år senere sluttede han fred med Dmitrij Konstantinovitj og giftede sig med hans datter Evdokija Dmitrijevna. I 1376 hærgede deres forenede hære Det volgabulgarske rige.
Den vigtigste hændelse i de tidlige år af Dmitrijs styre var bygingen af det første kreml af sten i Moskva, som blev fuldført i 1367. Den nye fæstning gjorde det muligt for byen at modstå to belejringer af Algirdas af Litauen, i 1368 og 1370. I 1375 klarede Dmitrij at bilægge konflikten med Tver til sin fordel. Andre fyrster i det nordlige Rusland anerkendte også hans autoritet og bidrog med deres styrker til hans nært forestående opgør med Den Gyldne Horde. Ved slutningen af sit styre havde Dmitrij Donskoj mer end fordoblet fyrstendømmet Moskvas territorium og gjort det til Ruslands ubetinget stærkeste magt.

## Kampen mod Horden
Dmitrijs trediveårige styre var begyndelsen på afslutningen af mongolernes dominans over det område, der udgør dagens Rusland. Den Gyldne Horde var stærkt svækket af borgerkrig og dynastisk rivalisering. Dmitrij benyttede sig af denne svækkelse af mongolernes autoritet til åbent at udfordre dem.
Den mongolske general Mamai og tronprætendent forsøgte at straffe Dmitrij for hans forsøg på at øge sin magt. I 1378 sendte Mamai en mongolsk hær mod Moskva, der blev besejret af Dmitrijs styrker i slaget ved Vozja. To år senere førte Mamai personligt en stor styrke mod Moskva. Dmitrij Ivanovitj mødte og besejrede Mamais hær i slaget ved Kulikovo.
Den besejrede Mamai blev fjernet fra tronen af en rivaliserende general, Tokhtamisj. Han genoprettede mongolernes styre i dele af Rusland og hærgede Moskva som hævn for Dmitrijs modstand mod Mamai. Dmitrij sværgede imidlertid loyalitet til Tokhtamisj og til Den Gyldne Horde og blev genindsat som mongolernes vigtigste skatteopkræver og som storfyrste af Vladimir. Ved sin død i 1389 blev Dmitrij den første storfyrste som lod sine titler gå i arv til sin søn Vasilij 1. af Moskva uden at konsultere khanen.

## Ægteskab og børn
Dmitrij Ivanovitj var gift med Evdokija Dmitrijevna, datter af Dmitrij af Suzdal og Vasilisa af Rostov. De havde mindst tolv børn:
- Daniil Dmitrievitj (c. 1370 – 15. september 1379).
- Vasilij 1. af Moskva (30. september 1371 – 27. februar 1425).
- Sofija Dmitrijevna. Gift med Fjodor Olegovitj, fyrste af Rjazan fra 1402-1427.
- Jurij Dmitrijevitj, hertug af Zvenigorod og Galitj (26. november 1374 – 5. juni 1434). Krævede Moskvas trone fra sin nevø Vasilij 2. af Moskva.
- Maria Dmitrijevna (d. 15. maj 1399). Gift med Lengvenis.
- Anastasia Dmitrijevna. Gift med Ivan Vsevoloditj, fyrste af Kholm.
- Simeon Dmitrijevitj (d. 11. september 1379).
- Ivan Dmitrijevitj (d. 1393).
- Andrej Dmitrijevitj, fyrste af Mozjajsk (14. august 1382 – 9. juli 1432).
- Pjotr Dmitrijevitj, fyrste af Dmitrov (29. juli 1385 – 10. august 1428).
- Anna Dmitrijevna (f. 8. januar 1387). Gift med Jurij Patrikijevitj, søn af Patrikej, fyrste af Starodub og hans hustru Jelena. Hans farfar var Narimantas. Ægteskabet befæstede hans rolle som bojar knyttet til Moskva.
- Konstantin Dmitrijevitj, fyrste af Pskov (14. maj/15. maj 1389- 1433).

## Ekstern henvisning
- Wikimedia Commons har flere filer relateret til Dmitrij Donskoj
- Opført i «Medieval lands» af Charles Cawley Arkiveret 7. juni 2020 hos  Wayback Machine

| Dmitrij DonskojRurikslægtenFødt: 12. oktober 1350 Død: 19. maj 1389 |                                    |                           |
| Titler som regent                                                   |                                    |                           |
| Foregående: Dmitrij af Suzdal                                       | Storfyrste af Vladimir 1362 – 1389 | Efterfølgende: Vasilij 1. |
| Foregående: Ivan 2.                                                 | Fyrste af Moskva 1359 – 1389       | Efterfølgende: Vasilij 1. |